# Abacavir/lamivudina
Abacavir/lamivudina, venduto con il marchio Kivexa e altri marchi generici, è un farmaco combinato a dose fissa usato per trattare l'HIV/AIDS. Contiene abacavir e lamivudina. Se ne consiglia generalmente l'uso con altri farmaci antiretrovirali. È comunemente usato come trattamento privilegiato nei bambini. Viene assunto per via orale sotto forma di compresse.
Gli effetti collaterali più comuni includono: disturbi del sonno, mal di testa, depressione, sensazione di stanchezza, nausea, eruzione cutanea e febbre. Gli effetti collaterali gravi possono includere: livelli elevati di lattato nel sangue, reazioni allergiche e ingrossamento del fegato. Ne viene sconsigliato l'uso nelle persone portatrici di un gene specifico noto come HLA-B*5701. Dagli studi finora effettuati, benché non approfonditi, non emergono controindicazioni all'uso in gravidanza. Lamivudina e abacavir sono entrambi inibitori nucleosidici della trascrittasi inversa (NRTI).
Abacavir/lamivudina fu approvato per uso medico negli Stati Uniti nel 2004. Attualmente inserito nell'elenco dei medicinali essenziali dell'Organizzazione mondiale della sanità. Il costo all'ingrosso nei paesi in via di sviluppo è compreso tra 14,19 e 16,74 dollari al mese (dati aggiornati al 2014). Nel 2015, il costo mensile tipico della terapia negli Stati Uniti era superiore a 200 dollari.